# Holotrichia repetita
Holotrichia repetita är en skalbaggsart som beskrevs av Sharp 1903. Holotrichia repetita ingår i släktet Holotrichia och familjen Melolonthidae. Inga underarter finns listade i Catalogue of Life.